# Kurt Hannemann (Bibliothekar)
Kurt Hannemann (* 30. Juni 1908 in Mischpettern; † 21. November 1991 in Bad Oldesloe) war ein deutscher Bibliothekar.

## Leben
Kurt Hannemann wurde am 30. Juni 1908 in der ostpreußischen Landgemeinde Mischpettern (heute: Mišpetriai) im Landkreis Tilsit geboren. 1927 bestand er in Stettin die Reifeprüfung und studierte danach Germanistik, Romanistik, Philosophie und vergleichende Sprachwissenschaft. 1939 legte er das Staatsexamen für das Lehramt an Höheren Schulen ab und promovierte im gleichen Jahr an der Universität Greifswald mit einer Dissertation über die Heliandüberlieferung. Noch während des Zweiten Weltkriegs begann er mit dem Bibliotheksreferendariat an der Universitätsbibliothek Heidelberg, das er 1949 mit der Fachprüfung abschloss.
Zum 1. Februar 1950 nahm er eine Stelle an der Badischen Landesbibliothek in Karlsruhe an, wo er sich den überlieferten mittelalterlichen Handschriftenbeständen widmete und von 1960 bis zu seiner Pensionierung die Handschriftenabteilung leitete. Sein Hauptaugenmerk ruhte dabei auf den Handschriften des Klosters Reichenau. Die zwischen 1970 und 1974 neu gedruckten Bände der Reihe Die Handschriften der Badischen Landesbibliothek bereicherte er mit Nachträgen zum neuesten Forschungsstand und zur aktuellen Sekundärliteratur.
Daneben publizierte Hannemann zu regionalen Reformatoren wie Johannes Reuchlin und Philipp Melanchthon sowie zur Geschichte der badischen Klosterbibliotheken. Gemeinsam mit Ernst Mehl verfasste er eine Bibliotheksgeschichte, die sich vornehmlich an Germanisten wandte. Sein Interesse für die Literatur des Mittelalters schlug sich in germanistischen Fachbeiträgen nieder. 1973 trat Hannemann in den Ruhestand. 1980 zog er nach Bad Oldesloe, wo er am 21. November 1991 verstarb.

## Veröffentlichungen
- Die Lösung des Rätsels der Heliandpraefatio. Greifswald, Univ., Diss. 1939
- Unbekannte Melanchthonbriefe in badischem Bibliotheksbesitz. In: Zeitschrift für die Geschichte des Oberrheins 102 = N.F. 63 (1954), S. 449–574
- Reuchlin und die Berufung Melanchthons nach Wittenberg. In: Johannes Reuchlin 1455–1522. Hrsg. von Manfred Krebs. Pforzheim 1955, S. 108–138
- Das Bildnis Reuchlins. Ein Nachtrag und eine Betrachtung. In: Johannes Reuchlin 1455–1522. Hrsg. von Manfred Krebs. Pforzheim 1955, S. 173–196
- Deutsche Bibliotheksgeschichte. Zus. mit Ernst Mehl, überarb. Aufl. Berlin 1957, S. 454–562
- Geschichte der Erschließung der Handschriftenbestände der Reichenau in Karlsruhe. In: Die Abtei Reichenau. Hrsg. von Helmut Maurer. Sigmaringen 1974, S. 159–252
- Der Humanist Georg Fabricius in Meissen, das Luthermonotessaron in Wittenberg und Leipzig und der Heliandpraefatiokodex aus Naumburg a. d. Saale. In: Annali. Istituto Orientale di Napoli. Filologia Germanica 17 (1974), S. 7–109
- Wendelin Gürrich der Ältere und der Jüngere (um 1495–1561). Lebenswege und Schicksale. In: Zeitschrift für die Geschichte des Oberrheins 126 = N.F. 87 (1978), S. 145–221